# 阿由葉亞美
阿由葉亞美（日语：阿由葉あみ，12月22日—），日本AV女優。所屬事務所是マインズ。

## 簡歷
2018年4月以S1的專屬女優身分在AV界出道。
同年7月脫離專屬身分，成為企劃單體女優。

## 人物
是三上悠亞和天使萌的粉絲，看過2人許多的作品。

## 雜誌
- VIBES 2018年7月號（源） - 封面、凹版雜誌
- 週刊実話 2018年9月20日號（日本ジャーナル出版） - 凹版雜誌「いい湯だなアッハ〜ン」

## 外部連結
- 阿由葉亞美的X（前Twitter）（2018年3月5日 - ）
- AV女優情報：阿由葉あみ | S1/エスワン ナンバーワンスタイル OfficialSite （页面存档备份，存于）